# Stranger in Town (Bob Seger & The Silver Bullet Band)
Stranger in Town è il decimo album in studio del cantautore statunitense Bob Seger, il secondo realizzato con il gruppo The Silver Bullet Band. Il disco è stato pubblicato nel 1978.

## Tracce
Tutte le tracce sono state scritte da Bob Seger, eccetto dove indicato.
Side 1
1. Hollywood Nights – 4:59
2. Still the Same – 3:18
3. Old Time Rock and Roll (George Jackson, Thomas E. Jones III) – 3:14
4. Till It Shines – 3:50
5. Feel Like a Number – 3:42

Side 2
1. Ain't Got No Money (Frankie Miller) – 4:11
2. We've Got Tonite – 4:38
3. Brave Strangers – 6:20
4. The Famous Final Scene – 5:09